# Jonathan Bennett
Jonathan David Bennett (Rossford, 10 giugno 1981) è un attore statunitense.

## Biografia

### Carriera
Jonathan Bennett è nato il 10 giugno 1981 a Toledo, Ohio, negli Stati Uniti.
Da sempre attratto dal mondo del cinema recitò nelle recite studentesche quando visse in North Carolina e nell'Ohio, dove nel 1999 si diplomò alla Rossford High School. Subito dopo si iscrisse ad Otterbein College dove si inserì nel programma di teatro e recitazione. 
Una volta imparati i fondamenti, decise di interrompere gli studi e di trasferirsi a New York in cerca di ruoli da interpretare e per coltivare la sua passione per la recitazione.
Nel 2004 ottiene il suo primo ruolo di rilievo nel film Mean Girls, recitando insieme a Lindsay Lohan mentre nel 2005 recita in Summertime - Sole, cuore... amore, un film di Randal Kleiser.
Nel 2007 ricoprì il ruolo di Bo Duke nel film Hazzard - I Duke alla riscossa, basato sulla serie televisiva. Recitò in Il ritorno della scatenata dozzina, invece nel 2009 prese parte al film Niente regole: siamo al college.
Divenne protagonista nel 2012 del film Divorzio d'amore, mentre nel 2014 recitò nel film di Kevin Connor Hotel Cupido. Nel 2016 interpretò la parte di Ethan nella quinta e ultima stagione di Diario di una nerd superstar.
Interpreta, nel 2019, la parte di Jay Sebring nel film Sharon Tate - Tra incubo e realtà.

### Vita privata
Nel novembre 2017 ha fatto coming out, dichiarando di avere una relazione con Jaymes Vaughan. Nel marzo 2022 la coppia si è sposata in Messico.

## Filmografia

### Cinema
- Season of Youth, regia di Eric Perlmutter (2003)
- Mean Girls, regia di Mark Waters (2004)
- Summertime - Sole, cuore... amore (Love Wrecked), regia di Randal Kleiser (2005)
- Il ritorno della scatenata dozzina (Cheaper by the Dozen 2), regia di Adam Shankman (2005)
- Bachelor Party Vegas, regia di Eric Bernt (2006)
- The Assistants, regia di Steve Morris (2009)
- Niente regole: siamo al college (Van Wilder: Freshman Year), regia di Harvey Glazer (2009)
- Memorial Day, regia di Samuel Fischer (2012)
- Music High, regia di Mark Maine (2012)
- Divorzio d'amore (Divorce invitation), regia di S.V. Krishna Reddy (2012)
- Pawn, regia di David A. Armstrong (2013)
- Slightly Single in, regia di Christie Will (2013)
- Anything Is Possible, regia di Demetrius Navarro (2013)
- The Secret Village, regia di Swamy M. Kandan (2013)
- Misogynist, regia di Michael Matteo Rossi (2013)
- Authors Anonymous, regia di Ellie Kanner (2014)
- Mining for Ruby, regia di Zoe Quist (2014)
- Cats Dancing on Jupiter, regia di Jordan Alan (2015)
- A Dogwalker's Christmas Tale, regia di Letia Clouston (2015)
- Deadly Retreat, regia di Jon Artigo (2016)
- Submerged, regia di Steven C. Miller (2016)
- Paid in Full, regia di Lance Kawas (2016)
- Do You Take This Man, regia di Joshua Tunick (2016)
- Do Over, regia di Ryan Francis (2016)
- Sorprendimi (Surprise Me!), regia di Nancy Goodman (2017)
- The Dawn, regia di Brandon Slagle (2019)
- Sharon Tate - Tra incubo e realtà (The Haunting of Sharon Tate), regia di Daniel Farrands (2019)
- The Never List, regia di Michelle Mower (2020)
- Sorry I Killed You, regia di Jon Artigo (2020)
- Take Me to Tarzana, regia di Maceo Greenberg (2021)
- Potato Dreams of America, regia di Wes Hurley (2021)
- Blue Call, regia di Brian Farmer (2021)

### Televisione
- La valle dei pini (All My Children) – serie TV, 2 episodi (2001-2002)
- Law & Order - Unità vittime speciali (Law & Order: Special Victims Unit) – serie TV, episodio 4x02 (2002)
- Eastwick, regia di Michael M. Robin - film TV (2002)
- Boston Public – serie TV, episodio 3x19 (2003)
- 1/4life, regia di Edward Zwick - film TV (2005)
- Smallville – serie TV, episodio 4x19 (2005)
- Veronica Mars – serie TV, episodi 1x09 e 1x21 (2004-2005)
- Hazzard - I Duke alla riscossa (The Dukes of Hazzard: The Beginning), regia di Robert Berlinger - film TV (2007)
- I signori del rum (Cane) – serie TV, episodio 1x10 (2007)
- Elevator Girl, regia di Bradford May - film TV (2010)
- Good Job, Thanks! - serie TV, episodio 1x01 (2011)
- The Last Resort, regia di Jeff Franklin - film TV (2011)
- Fred: The Show - serie TV, episodio 1x24 (2012)
- Holiday High School Reunion, regia di Marita Grabiak - film TV (2012)
- The Glades - serie TV, episodio 4x03 (2013)
- Il dubbio della verità (The Wrong Woman), regia di Richard Gabai - film TV (2013)
- Math Bites - serie TV, episodi 1x01-1x03-1x05 (2014)
- Hotel Cupido (Sweet Surrender), regia di Kevin Connor - film TV (2014)
- Un bacio sotto il vischio (A Christmas Kiss II), regia di Kevin Connor - film TV (2014)
- Romantiche frequenze (Romantically Speaking), regia di Ron Oliver - film TV (2015)
- Hit the Floor - serie TV, episodi 3x02-3x04 (2016)
- Diario di una nerd superstar (Awkward.) - serie TV, 7 episodi (2016)
- Love at First Glance, regia di Kevin Connor - film TV (2017)
- Per amore di mia figlia (Mommy, I Didn't Do It), regia di Richard Gabai - film TV (2017)
- Amore al primo sguardo (Love at First Glance), regia di Kevin Connor - film TV (2017)
- L'ultimo Sharkanado - Era ora! (The Last Sharknado: It's About Time), regia di Anthony C. Ferrante (2018)
- Christmas Made to Order, regia di Sam Irvin (2018)
- Supergirl - serie TV, episodio 4x14 (2018)
- Amore ogni giorno (Love on Repeat), regia di Peter Foldy (2019)
- RuPaul's Drag Race – reality show, episodio 12x6 (2020)
- The Christmas House, regia di Michael Grossman - film TV (2020)
- Station 19 - serie TV, episodi 3x06-4x09 (2020-2021)
- Il primo raccolto (A Country Romance), regia di Danny Roth - film TV (2021)

### Cortometraggi
- Police Guys, regia di Jon Lee Brody (2013)
- Second Time Around, regia di Drew Seeley (2014)
- The Out and Out's, regia di Travis Champagne (2014)
- Ariana Grande: Thank U, Next, regia di Hannah Lux Davis (2018)

## Doppiatori italiani
Nelle versioni in italiano delle opere in cui ha recitato, Jonathan Bennett è stato doppiato da:
- David Chevalier in Mean Girls, Smallville, Divorzio d'amore, Station 19, Doctor Odyssey
- Federico Di Pofi in Hotel Cupido, Romantiche frequenze, Amore al primo sguardo, Sharon Tate - Tra incubo e realtà
- Stefano Crescentini in Summertime -  Sole, cuore e amore, Niente regole - Siamo al college
- Francesco Pezzulli in Il ritorno della scatenata dozzina, Hazzard - I Duke alla riscossa
- Paolo De Santis in Il dubbio della verità
- Edoardo Stoppacciaro in The Glades
- Patrizio Cigliano in Sorprendimi
- Sacha De Toni in Supergirl